# Верх-Тула
Верх-Тула (рос. Верх-Тула) — село у Новосибірському районі Новосибірської області Російської Федерації.
Входить до складу муніципального утворення Верх-Тулинська сільрада. Населення становить 6020 осіб (2010).

## Історія
Згідно із законом від 2 червня 2004 року органом місцевого самоврядування є Верх-Тулинська сільрада.

## Населення
| 1926 | 2002  | 2007  | 2010  |
| ---- | ----- | ----- | ----- |
| 2143 | ↗5698 | ↗5730 | ↗6020 |